# Chlum (district de Strakonice)
Pour les articles homonymes, voir Chlum.
Chlum (en allemand : Kulm) est une commune du district de Strakonice, dans la région de Bohême-du-Sud, en République tchèque. Sa population s'élevait à 198 habitants en 2020.

## Géographie
Chlum se trouve à 4 km au nord-ouest de Blatná, à 22 km au nord de Strakonice, à 70 km au nord-ouest de České Budějovice et à 82 km au sud-ouest de Prague.
La commune est limitée par Kocelovice au nord, par Bělčice et Bezdědovice à l'est, par Blatná au sud et par Hajany à l'ouest.

## Histoire
La première mention écrite du village date de 1349.